# 下館藩
下館藩（しもだてはん）は、常陸国西北部（現在の茨城県筑西市、かつての下館市）に存在した藩。居城は下館城。

## 藩史
下館は下総結城氏の家臣で、結城四天王のひとつ水谷氏が支配していた。水谷氏は正村（幡竜斎）の時代に全盛期を迎えた。宇都宮氏と争って勢力を拡大、豊臣氏の時代には主家をも凌ぐ存在となり、正式に結城氏から独立した。その跡を継いだ勝俊は、関ヶ原の戦いで西軍の石田三成に人質を取られかけるなど圧迫を受けたが、東軍に与したため戦後に所領を安堵された。勝俊の跡を継いだ水谷勝隆は城下町や社寺の建設、検地の実施などを行なって藩政の確立に努めたが、寛永16年（1639年）6月に備中成羽藩に移封となる。
代わって同年7月に水戸藩主徳川頼房の長男松平頼重が5万石で入る。頼重は城下町の整備や水谷氏の旧臣の登用、町年寄の設置などを行なって藩政を確立するが、寛永19年（1642年）2月に讃岐高松藩へ移封となり、下館藩は一時廃藩、幕府領となった。
寛文3年（1663年）7月、三河西尾藩より増山正弥が2万3,000石で入るが、元禄15年（1702年）9月1日に伊勢長島藩へ移封となる。代わって丹波亀山藩より若年寄の井上正岑が5万石で入るが、正岑は城地が狭く若年寄としてふさわしくない土地であるとして下館に入ることもなく、同年9月28日に常陸笠間藩へ移封となる。わずか1か月にも満たない藩治であった。その後、しばらくは再び幕府領となる。翌年1月9日、大名に列した中山氏一族の黒田直邦が1万5,000石で入る。宝永4年（1707年）に5,000石を加増された。享保17年（1732年）3月に上野沼田藩へ移封された。
代わって伊勢神戸藩より石川総茂が2万石で入り、以後、石川家の支配で明治時代を迎えた。
石川家の治世は9代130年の長期にわたって安定したため、下館は綿花・木綿の特産地として栄え、城下町も大いに繁栄した。しかし第4代藩主石川総弾の頃から大洪水・大火・大飢饉などの天災が相次いで藩財政は破綻寸前となり、農村も荒廃した。このため第8代藩主石川総貨は二宮尊徳を招聘し、報徳仕法による藩政改革に着手している。
最後の藩主石川総管は幕末期の幕府の中で若年寄・陸軍奉行を務め、天誅組の反乱鎮圧にも貢献した。しかし総管は新政府寄りの態度を示したため、慶応4年（1868年）4月の戊辰戦争で旧幕府軍に攻撃されて下館の地を追われた。翌年、版籍奉還により知藩事となり、明治4年（1871年）の廃藩置県により下館藩は廃藩となり、下館県となった。

## 歴代藩主

### 水谷家
外様 3万1000石→3万2000石
1. 水谷勝俊
2. 水谷勝隆

### 松平（水戸）家
親藩 5万石
1. 松平頼重

### 幕府領
寛永19年2月28日 - 寛文3年7月11日

### 増山家
譜代 2万3000石
1. 増山正弥

### 井上家
譜代 5万石
1. 井上正岑

- 幕府領：元禄15年9月28日 - 元禄16年1月9日

### 黒田家
譜代 1万5000石→2万石
1. 黒田直邦

### 石川家
譜代 2万石
1. 石川総茂
2. 石川総陽
3. 石川総候
4. 石川総弾
5. 石川総般
6. 石川総親
7. 石川総承
8. 石川総貨
9. 石川総管

## 幕末の領地
- 常陸国
  - 真壁郡のうち - 30村
- 河内国
  - 石川郡のうち - 18村
  - 古市郡のうち - 4村

明治維新後に真壁郡2村（旧幕府領1村、旧旗本領1村）が加わった。